# Tsuru Morimoto
Tsuru Morimoto (森本 鶴 Morimoto Tsuru?), född 9 november 1970, är en japansk tidigare fotbollsspelare.
Tsuru Morimoto debuterade för japans landslag den 21 augusti 1994 i en 1–0-vinst över Österrike. Hon spelade 5 landskamper för det japanska landslaget. Hon deltog bland annat i fotbolls-VM 1995.